# Gary Walkow
Gary Alan Walkow est un acteur, réalisateur, scénariste, producteur de cinéma et  producteur de télévision américain. Il a également publié un recueil de poèmes intitulé Bad Sex.

## Filmographie

### comme acteur
- 1997 : Dogtown de George Hickenlooper

### comme scénariste
- 1987 : The Trouble with Dick de Gary Walkow
- 1995 : Notes from Underground de Gary Walkow
- 1999 : Night Train de Les Bernstien
- 2000 : Beat de Gary Walkow
- 2004 : Love Machine 4.0 de Gary Walkow
- 2007 : Crashing de Gary Walkow

### comme réalisateur

#### pour le cinéma
- 1987 : The Trouble with Dick
- 1995 : Notes from Underground
- 2000 : Beat
- 2004 : Love Machine 4.0
- 2007 : Crashing

#### pour la télévision
- 1987 : Mr. Gun (épisode Wild About Hammer)
- 1991 : They Came from Outer Space (épisode High Five)
- 1991 : She-Wolf of London (épisode Eclipse)

### comme producteur
- 1987 : The Trouble with Dick de Gary Walkow
- 1995 : Notes from Underground de Gary Walkow
- 2007 : Crashing de Gary Walkow

## Anecdotes
Gary Walkow est un joueur de croquet invétéré.